# 오거스터스 드 모르간
오거스터스 드모르간(영어: Augustus De Morgan, 1806년 6월 27일~1871년 3월 18일)은 영국의 수학자이다. 런던 수학회의 창립자 중 한 명으로, 첫 번째 회장을 역임했다.

## 생애
오거스터스 드모르간은 동인도 회사에서 일하던 군인의 아들로 인도에서 태어났다. 그러나 그가 태어나던 해, 가족은 영국으로 돌아온다. 대학에 들어가기 전까지 수학적 재능은 발견되지 않았으나, 특이한 숫자 놀이 등에 관심이 있었다. 1823년 케임브리지 대학교 트리니티 칼리지 수학과에 입학했으며, 조지 피콕 등 수업을 듣고, 학사(B.A.) 학위를 딴다. 1826년 런던으로 돌아와서, 1828년에 유니버시티 칼리지 런던에서 교수직을 얻는다.(그는 수학자들 중에서 최초로 박사 학위가 없는 수학자가 되었다. 그리고 나중에는 유니버시티 칼리지 런던에서 학장까지 지내며, 30년동안 이 대학교에 머무른다.)
드모르간은 찰스 배비지의 친구였으며, 에이다 러브레이스에게 수학을 가르쳤다. 드모르간은 많은 논문을 남겼으며, 그 중에는 산술 개론(Elements of Arithmetic, 1830), 삼각 함수론과 쌍대수(Trigonometry and Double Algebra, 1849), 형식적 논리학(Formal Logic, 1847) 등의 논문도 있었다. 1838년에는 페니 시클로피디아의 귀납법(수학) 설명에서, 최초로 수학적 귀납법이란 개념을 사용했다. 이 책에서 그는 712개의 문서를 작성했다. 드모르간은 자신의 이름이 붙은 드모르간의 법칙으로 가장 잘 알려져 있다.
{\displaystyle {\overline {p\wedge q}}={\bar {p}}\vee {\bar {q}}}
{\displaystyle {\overline {p\vee q}}={\bar {p}}\wedge {\bar {q}}}
법칙은 논리곱이 논리합으로 바꾸어 씌여질 수 있다는 것과 그 역을 말하고 있다. 이 법칙은 이후 수학적 증명과 프로그래밍에 자주 사용되었다. 드모르간은 조지 불과 함께 현대 논리학을 다진 학자로 여겨지고 있다.

## 명언
- 수학적 발견의 원동력은 논리적인 추론이 아니고 상상력이다.

“The moving power of mathematical invention is not reasoning, but imagination.”

## 같이 보기
- 드모르간의 법칙